# Lākowm
Lākowm (persiska: Lākom, لاکم, لاکوم) är en ort i Iran.   Den ligger i provinsen Khuzestan, i den centrala delen av landet, 500 km söder om huvudstaden Teheran. Lākowm ligger 955 meter över havet och antalet invånare är 567.
Terrängen runt Lākowm är kuperad åt sydväst, men åt nordost är den bergig.Runt Lākowm är det ganska tätbefolkat, med 58 invånare per kvadratkilometer. Närmaste större samhälle är Bāgh-e Malek, 17,2 km nordväst om Lākowm. Omgivningarna runt Lākowm är i huvudsak ett öppet busklandskap.